# گانسا ماکولا

گانِسا ماکولا یا گانِشا ماکولا (انگلیسی: Ganesa Macula)  یک ویژگی تاریک در قمر تیتان زحل است. این نام از نام خدای هندو گانش برگرفته شده است.
گانِسا قبلاً به‌عنوان یک گنبد آتشفشانی منجمد شناخته می‌شد؛ نتیجه ی مخلوطی از آب و آمونیاک که از مرکز گنبد فوران می‌کند و به شکل یک رسوب شبیه به پنکیک پخش می‌شود. با این حال، اطلاعات توپوگرافی بعدی از آن زمان نشان داده است که گنبدی شکل نیست و در نتیجه، دست‌کم دیگر هیچ مدرکی دال بر منشأ آتشفشانی بودن آن وجود ندارد.